# Frederick Soddy
Frederick Soddy (n. 2 septembrie 1877, Eastbourne, Anglia, Regatul Unit al Marii Britanii și Irlandei – d. 22 septembrie 1956, Brighton, Anglia, Regatul Unit) a fost un fizician și chimist britanic. A fost profesor la universitățile din Oxford și Aberdeen. Pentru contribuțiile aduse, în 1921 i s-a decernat Premiul Nobel pentru Chimie.
În 1920 a publicat lucrarea Știință și viață (Science and Life).

## Contribuții
În 1903, împreună cu Ernest Rutherford, a elaborat interpretarea statistică a proceselor radioactive. În 1910 a descoperit izotopia mai multor specii atomice, iar doi ani mai târziu, a stabilit regulile de deplasare a elementelor în urma transformărilor radioactive.
Soddy are o contribuție și în domeniul geometriei. Astfel, în 1936 a redescoperit teorema lui Descartes referitoare la cele două cercuri tangente la trei cercuri tangente între ele. Cele două cercuri se mai numesc și cercurile lui Soddy.